# 凱考斯一世
凱考斯一世（阿拉伯語、波斯語：عز الدين كيكاوس بن كيخسرو、'Izz al-Dīn Kaykā'ũs bin Kaykhusraw；土耳其語：I. İzzeddin Keykavus）是魯姆蘇丹國蘇丹，在1211年登基，直至1220年逝世。他是凱霍斯魯一世的長子。

## 繼位
凱霍斯魯一世在1211年阿拉謝希爾戰役後逝世，凱考斯一世的繼承權受到弟弟凱費里敦·易卜拉欣及凱庫巴德一世的挑戰。凱庫巴德一世得得鄰國的支持，包括西利西亞亞美尼亞王國國王利奧一世、其叔伯突格里沙阿及埃爾祖魯姆的獨立統治者。凱費里敦又向塞浦路斯人求助，威脅新近奪得的安塔利亞。許多的埃米爾和蘇丹國擁有領地的貴族則支持凱考斯一世，凱考斯一世以馬拉蒂亞為根本，攻奪開塞利及科尼亞，使利奧一世改變立場。凱庫巴德一世被迫流亡到安卡拉，向卡斯塔莫努（Kastamonu）的土庫曼部族求助。後來，凱考斯一世逮捕了他的兩名弟弟，確立其王位。
凱考斯一世與拜占庭尼西亞帝國皇帝狄奧多爾一世簽訂和約。縱使一些土庫曼遊牧部族仍會侵擾拜占庭帝國，塞爾柱帝國及拜占庭帝國的戰事總算是終止了。
安塔利亞的形勢轉趨穩定，西面亦已停戰，凱考斯一世將注意力轉向東方。在第四次十字軍東征裡，十字軍聯合凱考斯一世，迫使阿尤布王朝須面對兩線戰爭。

## 征服錫諾普

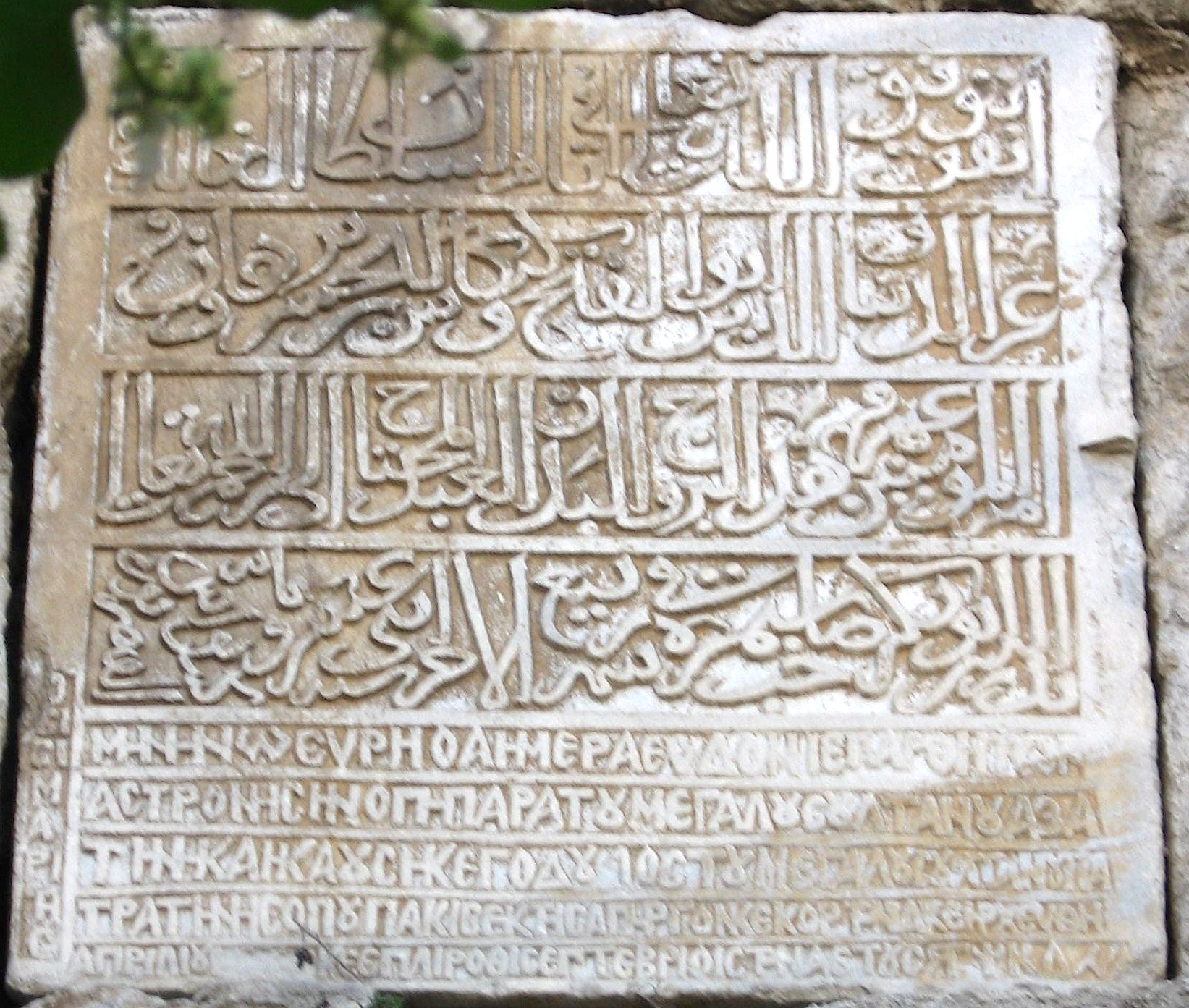
凱考斯一世的雙語碑文，位於錫諾普。

凱考斯一世對塞爾柱帝國的最大貢獻是奪得黑海的港口錫諾普。1214年，土庫曼遊牧部族在城外狩獵期間俘獲特拉布宗帝國的阿萊希奧斯一世。阿萊希奧斯一世被送到凱考斯一世手上，凱考斯一世提出要以錫諾普及特拉普尊庭地區。塞爾柱人得以打通由地中海安塔利亞前往黑海的通路，擠在特拉布宗帝國與尼西亞帝國之間。交接儀式在11月1日進行，蘇丹凱考斯一世及阿萊希奧斯一世都在場。阿萊希奧斯一世被款待了數天，然而才委婉地要求返國。
在交接過後，歐洲及拜占庭的交易仍在錫諾普進行，凱考斯一世委任亞美尼亞人賴斯·海特托姆管治城裡的希臘人及土耳其人。1215年的4月至9月，城牆在希臘建築物塞巴斯圖斯的監督下重建，十五位埃米爾都出資支持。在西城門的塔樓上有一個希臘語及阿拉伯語的雙語碑文以紀念城牆重建。

## 紀念建築物
1217年，凱考斯一世在錫諾普建造希菲耶學校（Şifaiye Medrese），希菲耶學校被設計為醫院及醫學院。蘇丹的陵墓位於學校的南伊萬，在圓錐穹頂之下。學校外表的藍彩瓷磚刻有蘇丹的詩文。